# Oral
Oral (kazašsky Орал) je město v severozápadním Kazachstánu, jež je správním centrem Západokazachstánské oblasti. Ruský název zní Uralsk.

## Osobnosti
- Nazib Žiganov (1911–1988), tatarský skladatel
- Valerij Leonov (* 1942), ruský knihovník, ředitel knihovny Ruské akademie věd
- Zachar Bron (* 1947), ruský houslista
- Nurbol Žardemuly Žumaskalijev (* 1981), kazašský fotbalista
- Jelena Poljonová (* 1983), ruská házenkářka
- Alexej Kolesov (* 1984), kazachstánský cyklista
- Stas Pokatilov (* 1992), kazachstánský fotbalový brankář

## Partnerská města
- Atyrau, Kazachstán
- Ploješť, Rumunsko
- Rostov na Donu, Rusko
- Ostrava, Česko
- Eskišehir,Turecko

## Letiště

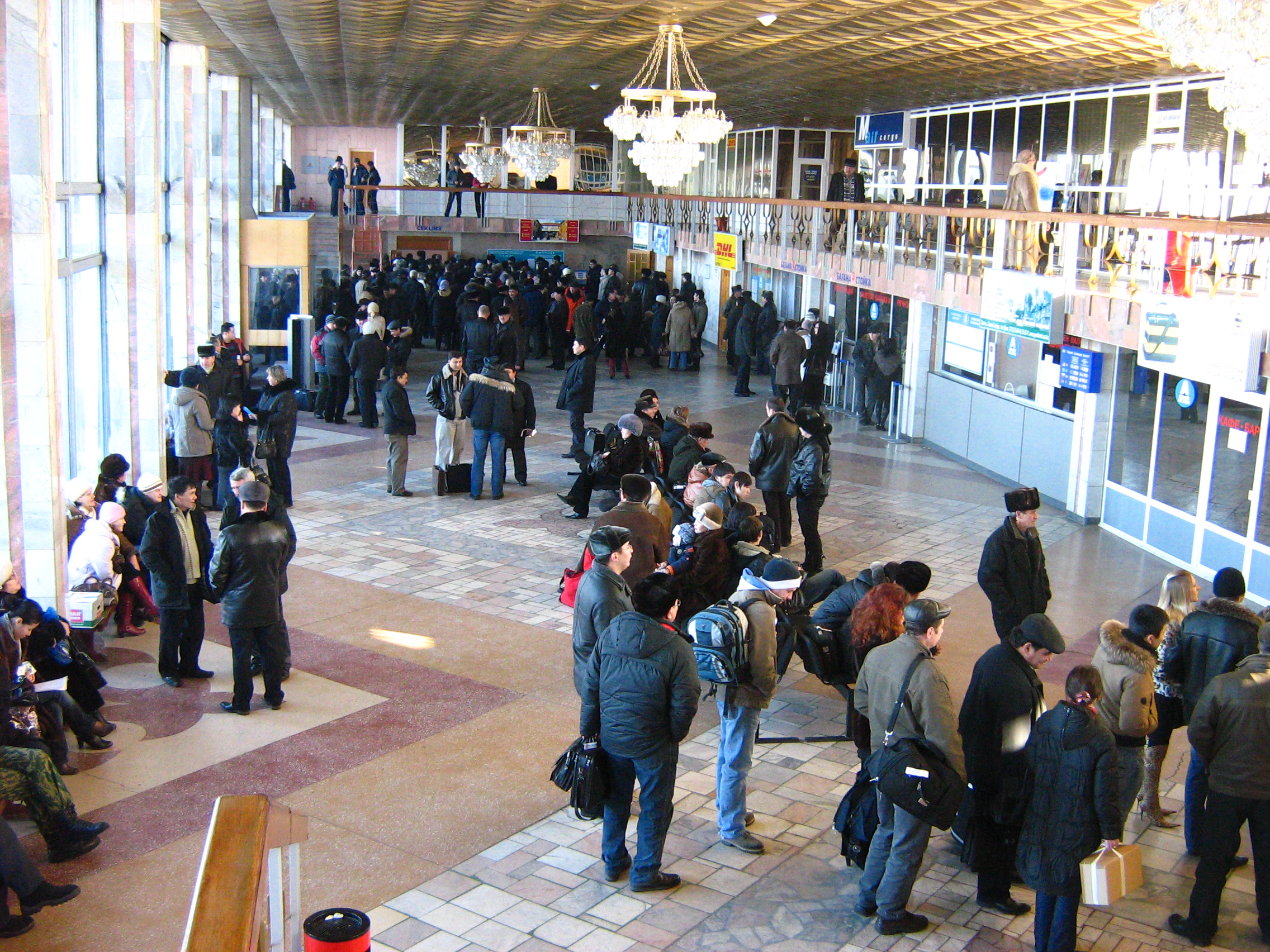
Hala republikánského odletu a příletu letiště Oralsk

Po rekonstrukci v 90. letech obdrželo letiště Uralsk status mezinárodního letiště, které se nachází 16 km od města, nedaleko příměstské vesnice Podstepnoe.
3. července 2019 začaly opravy modernizace letištního terminálu. Po modernizaci se tok cestujících zvýší ze 160 tisíc na 350 tisíc a plocha terminálu se zvýší ze 4 000 m² na 75 000 m². Tato hodnota není podle regionu Západního Kazachstánu limitem, protože toto letiště má velmi příznivou geografickou polohu.
Po rekonstrukci je dráha schopna přijmout všechna letadla typu Il-76, Tu-134, Tu-154, Yak-42, Boeing 737, Boeing 757.
Od roku 2017 provozuje letiště lety do Moskvy, Frankfurtu, Atyrau, Aktau, Astany, Almaty.
Mezinárodní taxi Uralsk-Samara byla otevřena v roce 2018